# Библиография Джона Стейнбека

## Романы
- «Золотая чаша» (англ. Cup of Gold) (1929)
- «Неведомому Богу» (англ. To a God Unknown) (1933)
- «Квартал Тортилья-Флэт» (англ. Tortilla Flat) (1935)
- «И проиграли бой» (англ. In Dubious Battle) (1936)
- «Гроздья гнева» (англ. The Grapes of Wrath) (1939)
- «Консервный ряд» (англ. Cannery Row) (1945)
- «Заблудившийся автобус» (англ. The Wayward Bus) (1947)
- «К востоку от рая» (англ. East of Eden) (1952)
- «Благостный четверг» (англ. Sweet Thursday) (1954)
- «Короткое правление Пипина IV» (англ. The Short Reign of Pippin IV) (1957)
- «Деяния короля Артура и его благородных рыцарей» (англ. The Acts of King Arthur and His Noble Knights) (1959)
- «Зима тревоги нашей» (англ. The Winter of Our Discontent) (1961)

## Повести
- «Рыжий пони» (англ. The Red Pony) (1933)
- «О мышах и людях» (англ. Of Mice and Men) (1937)
- «Луна зашла» (англ. The Moon Is Down) (1942)
- «Жемчужина» (англ. The Pearl) (1947)
- «Светло горящий» (англ. Burning Bright) (1950)

## Сборники рассказов
- «Райские пастбища» (англ. The Pastures of Heaven) (1932). Двенадцать рассказов, объединённых общим местом действия (фермами в плодородной долине Райские пастбища) и некоторыми персонажами. Семья Мэнро, переселившись туда, прямо или косвенно приносит героям почти всех новелл несчастья.
- «Долгая долина» (англ. The Long Valley) (1938). Двенадцать рассказов

## Документальная проза
- «Цыгане периода урожая. На пути к „Гроздьям гнева“» (англ. The Harvest Gypsies: On the Road to the Grapes of Wrath) (1936)
- «Они из крепкой породы» (англ. Their Blood Is Strong) (1938)
- «Море Кортеса» (англ. Sea of Cortez) (1942)
- «Бомбы вниз» (англ. Bombs Away) (1942)
- «Русский дневник» (англ. A Russian Journal) (1948)
- «Море Кортеса: бортовой журнал» (англ. The Log from the Sea of Cortez) (1951)
- «Когда-то была война» (англ. Once There Was a War) (1958)
- «Путешествие с Чарли в поисках Америки» (англ. Travels with Charley in Search of America) (1962)
- «Америка и американцы» (англ. America and Americans) (1966)
- «Дневник романа: Письма о „К востоку от рая“» (англ. Journal of a Novel: The East of Eden Letters) (1969)

## Киносценарии
- «Заброшенная деревня» (англ. The Forgotten Village) (1941)
- «Вива, Сапата!» (англ. Viva Zapata!) (1952)